# Sarosa intensior
Sarosa intensior là một loài bướm đêm thuộc phân họ Arctiinae, họ Erebidae.